# Пенькі-Окопне
Пенькі-Окопне (пол. Pieńki Okopne) — село в Польщі, у гміні Пшитули Ломжинського повіту Підляського воєводства.
Населення — 51 особа (2011).
У 1975-1998 роках село належало до Ломжинського воєводства.

## Демографія
Демографічна структура станом на 31 березня 2011 року:
|          | Загалом | Допрацездатний вік | Працездатний вік | Постпрацездатний вік |
| -------- | ------- | ------------------ | ---------------- | -------------------- |
| Чоловіки | 23      | 5                  | 16               | 2                    |
| Жінки    | 28      | 12                 | 11               | 5                    |
| Разом    | 51      | 17                 | 27               | 7                    |